# Moustapha Reschid Pacha

Le Pacha Mustafa Reşid (orthographié Moustapha Réchid Pacha en français, mais aussi Reshid en anglais et Reschid en allemand), né le 13 mars 1800 à Constantinople (Istanbul) et mort le 7 janvier 1858 dans la même ville, est un diplomate et homme d'État ottoman, et l'un des architectes des Tanzimat. 

## Biographie
Mustafa Reşid entra dès son jeune âge au service de l'État et gravit rapidement les échelons du pouvoir : il fut ainsi ambassadeur à Paris en 1834, à Londres en 1836, ministre des affaires étrangères en 1837, de nouveau ambassadeur à Londres en 1838, et à Paris en 1841. 
Nommé gouverneur d'Andrinople en 1843, il retourna à l'ambassade ottomane de Paris la même année. Il fut six fois grand vizir entre 1845 et 1857.
Il fut l'un des plus brillants hommes d'État de son temps, un artisan des réformes et un des principaux auteurs des Tanzimat, la réorganisation de l'empire ottoman qui aboutit à la constitution ottomane de 1876. Proche conseiller d'Abdülmedjid Ier, son fils épousa l'une des filles du sultan.
Il s'impliqua également dans la résolution de la crise égyptienne de 1840, dans la guerre de Crimée et les négociations de paix qui s'ensuivirent.